# Peugeot 305
O 305 é um modelo de porte médio da Peugeot, Fabricado entre 1977 a 1989 na França, foi desenhado pelo estúdio Pininfarina, vendido na carroceria Sedan, Perua, Van. Utiliza a plataforma do Peugeot 304, era um carro a frente dos concorrentes por causa da sua configuração, motor dianteiro transversal, tração dianteira com 4 rodas independente, além de marcar a evolução da Peugeot em termos de segurança passiva.

## Historia
O Peugeot 305 sedan chegou ao mercado francês em 1977 para concorrer no mercado de carros de porte médio da Peugeot, substituindo o Peugeot 304, foi removido a suspensão tipo McPherson do modelo anterior, oferecendo motores a gasolina de 1,3 L de 65 CV e 1,5L de 74 CV inicialmente, com 3 opções de acabamento GL, GR, SR, o motor Diesel 1,6 L de 49 CV chegou em 1979 chamado de GRD.
Seu concorrente era o Citroën GS, Ainda em 1979 o Peugeot 305 alcançou o 3 lugar em vendas na França, em 1980 chega a versão van e perua, em 1987 inicia o começo do fim do 305, já em 1988 chega ao mercado o Peugeot 405 que marca definitivamente a aposentadoria do modelo que sai de linha definitivamente em 1989, sendo um carro de sucesso com mais de 1,6 milhões de unidades.

## Motores[3]
1.1L Gasolina
1.3L Gasolina
1.6L Gasolina
1.9L Gasolina
1.5L Diesel
1.8L Diesel
1.9L Diesel

## V.E.R.A
O Peugeot 305 V.E.R.A (veículo econômico da pesquisa aplicada) é um carro laboratório criado para encontrar soluções de economia de combustível, era baseado na carroceria do 305 padrão com várias melhoria, incluindo grade dianteira modificada, cortes na caixa de rodas, menor coeficiente aerodinâmico de 0,44 para 0,30, pneus baixa resistência ao rolamento da Michelin, e várias outras melhorias que contribuem para 33% menos consumo.